# 1. Königlich Bayerische Kavallerie-Brigade
Die 1. Kavallerie-Brigade war ein Großverband der Bayerischen Armee.

## Geschichte
Der Großverband wurde ursprünglich am 27. November 1815 als 1. Brigade der Kavalleriedivision des Generalkommandos München gebildet. Vom 1. Juni 1822 bis 19. November 1848 führte sie die Bezeichnung Kavalleriebrigade der 1. Armee-Division und formierte sich anschließend zur 1. Kavallerie-Brigade. Das Kommando stand in München.
Die Brigade wurde zu Beginn des Ersten Weltkriegs im Rahmen der 6. Armee als Teil der Königlich Bayerischen Kavallerie-Division an der Westfront eingesetzt.

## Gliederung
1914 war die Brigade Teil der Kavallerie-Division und ihr unterstanden:
- 1. Schwere-Reiter-Regiment „Prinz Karl von Bayern“ in München
- 2. Schwere-Reiter-Regiment „Erzherzog Franz Ferdinand von Österreich-Este“ in Landshut

## Kommandeure
Bis 1872 führten die Kommandeure die Bezeichnung Kommandant.
| Dienstgrad          | Name                                  | Datum                                  |
| ------------------- | ------------------------------------- | -------------------------------------- |
|                     | Karl zu Pappenheim                    | 27. November 1815 bis 10. Februar 1824 |
| Generalmajor        | Maximilian Seyssel d’Aix              | 11. Februar 1824 bis 14. Juni 1830     |
| Generalmajor        | Maximilian von Zandt                  | 15. Juni 1830 bis 22. August 1836      |
|                     | Friedrich von Hertling                | 23. August 1836 bis 26. April 1841     |
| Generalmajor        | Eduard von Sachsen-Altenburg          | 27. April 1841 bis 30. März 1848       |
| Generalmajor        | Ferdinand von Parseval                | 31. März 1848 bis 31. Dezember 1850    |
|                     | Karl Bender von Bienenthal            | 01. Januar 1851 bis 11. Juni 1853      |
|                     | Lorenz Schäzler                       | 12. Juni 1853 bis 21. Januar 1862      |
|                     | Eduard von Rotberg                    | 22. Januar 1862 bis 16. August 1866    |
|                     | Gustav von Rummel                     | 17. August bis 17. Oktober 1866        |
| Generalmajor        | Ernst von Schubaert                   | 18. Oktober 1866 bis 17. Oktober 1869  |
| Generalmajor        | Johann Baptist Tausch                 | 18. Oktober 1869 bis 15. Februar 1872  |
| Generalmajor        | Ludwig von Leonrod                    | 16. Februar 1872 bis 31. Oktober 1875  |
| Generalmajor        | Leopold von Bayern                    | 01. November 1875 bis 16. Juni 1881    |
| Generalmajor        | Emil von Xylander                     | 16. Juni 1881 bis 7. Dezember 1884     |
| Generalmajor        | Heinrich von Nagel zu Aichberg        | 08. Dezember 1884 bis 17. August 1891  |
| Oberst/Generalmajor | Maximilian von Schacky auf Schönfeld  | 18. August 1891 bis 16. Dezember 1899  |
| Generalmajor        | Alfons von Bayern                     | 17. Dezember 1899 bis 17. Januar 1901  |
| Generalmajor        | Karl von Schacky auf Schönfeld        | 18. Januar 1901 bis 10. Juni 1903      |
| Oberst/Generalmajor | Konstantin von Gebsattel              | 11. Juni 1903 bis 18. April 1906       |
| Generalmajor        | Rudolf von Frommel                    | 19. April 1906 bis 11. März 1910       |
| Generalmajor        | Otto von Stetten                      | 12. März 1910 bis 26. März 1912        |
| Generalmajor        | Karl von Staudt                       | 27. März 1912 bis 24. Oktober 1915     |
| Oberst              | Franz von Schultes                    | 24. Oktober 1915 bis 3. Dezember 1917  |
| Oberstleutnant      | Joseph von Tannstein gen. Fleischmann | 03. Dezember 1917 bis 6. Juli 1918     |
| Oberst              | Franz von Schultes                    | 06. Juli 1918 bis 1919                 |